# (2822) Sacajawea
(2822) Sacajawea es un asteroide perteneciente al cinturón de asteroides, descubierto el 14 de marzo de 1980 por Edward Bowell desde la Estación Anderson Mesa (condado de Coconino, cerca de Flagstaff, Arizona, Estados Unidos).

## Designación y nombre
Designado provisionalmente como 1980 EG. Fue nombrado Sacajawea en homenaje a Sacajawea que fue guía de unos expedicionarios estadounidenses.